# Geoglossum
Genre
Geoglossum  est un genre de champignons de la famille des Geoglossaceae.
Retrouvés généralement sur le sol entre les os d'une carcasse.

## Liste d'espèces
Selon Species Fungorum :
- Geoglossum alveolatum
- Geoglossum arenarium
- Geoglossum atropurpureum
- Geoglossum barlae
- Geoglossum berteroi
- Geoglossum cookeanum
- Geoglossum elongatum
- Geoglossum difforme
- Geoglossum fallax
- Geoglossum glabrum
- Geoglossum glutinosum
- Geoglossum hookeri
- Geoglossum littorale
- Geoglossum nigritum
- Geoglossum peckianum
- Geoglossum simile
- Geoglossum sphagnophilum
- Geoglossum starbaeckii
- Geoglossum uliginosum
- Geoglossum umbratile
- Geoglossum viscosum
- Geoglossum vleugelianum